# Cytherideinae
Cytherideinae is een onderfamilie van kreeftachtigen uit de klasse van de Ostracoda (mosselkreeftjes).

## Geslachten
- Austrocytheridea Whatley, Chadwick, Coxill & Toy, 1987
- Cytheridea Bosquet, 1852
- Glabellacythere Wienholz, 1967 †
- Klieana †
- Phraterfabanella Whatley & Boomer, 2001 †
- Semicytheridea Mandelstam, 1956